# Монако на літніх Олімпійських іграх 1976
Команда Монако брала участь у Літніх Олімпійських іграх 1976 року у Монреалі (Канада) водинадцяте за свою історію, але не завоювала жодної медалі. Країну представляли 8 спортсменів у 3 видах спорту.

## Результати змагань

### Стрільба
- Жое Баррал
Малокаліберна гвинтівка з положення лежачи: 60-е місце

- П'єрр Бойссон Boisson
Малокаліберна гвинтівка з положення лежачи: 64-е місце

- Пауль Черутті
Трап: Дискваліфікація

- Марсель Рює
Трап: 42-е місце

### Плавання
- Патрік Новаретті
200 метрів вільним стилем: Попередні змагання
400 метрів вільним стилем: Попередні змагання
400 метрів ?: Дискваліфікація у попередніх змаганнях

### Вітрильний спорт
- Жерард Баттаглія
Солинг: 23-е місце
- Жан-П'єрр Борро
Солинг: 23-е місце
- Клауде Россі
Солинг: 23-е місце